# Adolf Książkiewicz
Adolf Książkiewicz (ur. 13 grudnia 1931 w Łysej Górze, zm. 25 sierpnia 1994) – polski elektryk i polityk, poseł na Sejm PRL IV kadencji.

## Życiorys
W 1952 został absolwentem Wrocławskiego Gimnazjum Kolejowego przy Państwowej Fabryce Wagonów, gdzie uzyskał tytuł technika elektryka. Następnie, po nakazie pracy, do 1959 zatrudniony był w Gliwickim Biurze Projektowania Urządzeń Hutniczych. Po studiach wieczorowych na Politechnice Śląskiej w 1957 uzyskał inżyniera elektryka. W 1959 został zatrudniony w Kopalni i Zakładach Przetwórczych Siarki w Tarnobrzegu – początkowo jako koordynator budowy urządzeń elektrycznych Zakładu Produkcji Siarki, a następnie jako sztygar oddziałowy części elektrycznej przeróbki.
W 1947 wstąpił do Związku Walki Młodych, a w 1948 wraz z nim do Związku Młodzieży Polskiej. W 1954 został członkiem Polskiej Zjednoczonej Partii Robotniczej. Wkrótce zasiadł w egzekutywie Komitetu Zakładowego Biura Projektów. W 1961 został wybrany na I sekretarza Komitetu Zakładowego PZPR. Później był zastępcą członka Komitetu Wojewódzkiego PZPR, zasiadał także w Komitecie Powiatowym partii. W 1965 uzyskał mandat posła na Sejm PRL IV kadencji z okręgu Tarnobrzeg, zasiadał w Komisji Przemysłu Ciężkiego, Chemicznego i Górnictwa.
Odznaczony Złotym Krzyżem Zasługi. Pochowany na Cmentarzu Salwatorskim w Krakowie.